# Syriens flag
Syriens nuværende flag af 8. december 2024 (Arabisk: علم سوريا) blev oprindelig indført af den syriske republik under fransk mandat i 1930, med proportioner 1:2 og senere 2:3. 
Fra 2013 var flaget for Nationalkoalitionen af syriske revolutions- og oppositionskræfter. Det afløste Baath-partiets flag, indført i 1958 af Hafez al-Assad og hans søn Bashar al-Assad, hvis diktatur blev overvundet. Det var tidligere også den Forenede Arabiske Republiks flag.

## Symbolik
Flagets farver er panarabiske, også set på Yemens, Ægyptens, Sudans og Iraks flag. Under Baath-regimet var øvre felt rødt og stjernerne grønne og  nummererede to, men før og efter var og er øvre felt grønt og stjernerne røde og nummererede tre. 
De to grønne stjerner repræsenterede Ægypten og Syrien, de to deltagende nationer i den Forenede Arabiske Republik.
Grøn symboliserer Rashiduns eller Fatmids, hvid symboliserer Ummayyadernes, sort symboliserer Abbadis, og rød symboliserer martyrernes blod.
| Flag | Spire Denne artikel om flag eller vexillologi er en spire som bør udbygges. Du er velkommen til at hjælpe Wikipedia ved at udvide den. |